# Alexandra Dinu
Alexandra Dinu (Bucarest, 3 gennaio 1981) è un'attrice e conduttrice rumena che risiede e lavora in Italia.

## Biografia e carriera
Ha studiato nel liceo linguistico Jean Monnet di Bucarest.
La sua prima comparsa in TV è stata da conduttrice, quando nel 1999 fa parte di un programma del canale rumeno TVR 2 e, un anno dopo, del canale TVR 1. Nel 2001 recita nel film Garcea si oltenii. Dopo due anni esce in Romania un nuovo film di cui fa parte, Examen, mentre nella televisione italiana conduce alcuni programmi su TV Parma.
Dal 2004 appare in numerose produzioni italiane, come le miniserie televisive Don Gnocchi - L'angelo dei bimbi, Provaci ancora prof!, e le serie televisive Il commissario Montalbano, Carabinieri e Capri. Nel 2012 è tra le protagoniste delle fiction L'isola e Sposami, e l'anno successivo della miniserie Rosso San Valentino.
Nel 2020 uscirà il film scritto e diretto da Roberto Leoni De Serpentis Munere - Il dono del serpente a cui ha partecipato insieme a Guglielmo Scilla, Benjamin Stender e Valentina Reggio.

## Vita privata
Dal 2001 al 2003 è stata sposata con il calciatore Adrian Mutu, da cui nel 2002 ha avuto un figlio, Mario. Ha avuto una relazione con l'attore Luca Bastianello.

## Filmografia

### Televisione
- Don Gnocchi - L'angelo dei bimbi, regia di Cinzia TH Torrini (2004)
- Provaci ancora prof! - Un amore pericoloso, regia di Rossella Izzo (2005)
- Distretto di Polizia 5, regia Lucio Gaudino – serie TV, episodio 5x15 (2005)
- Il commissario Montalbano - Par condicio, regia di Alberto Sironi (2005)
- Ricomincio da me, regia di Rossella Izzo (2005)
- Carabinieri 5, regia di Sergio Martino - Protagonista di puntata (2006)
- Carabinieri 6, regia di Sergio Martino (2007)
- Capri, registi vari (2008-2010)
- Il generale Della Rovere, regia di Carlo Carlei e Valeria (2011)
- L'isola, regia di Alberto Negrin - Spin-off di Gente di mare (2012)
- Sposami, regia di Umberto Marino (2012)
- Rosso San Valentino, regia di Fabrizio Costa - serie TV (2013)
- La farfalla granata, regia di Paolo Poeti - film TV (2013)

### Cinema
- Garcea si oltenii, regia di Sam Irvin (2001)
- Examen, regia di Titus Muntean (2003)
- Second-Hand, regia di Dan Pița (2005)
- Bullet Head, regia di Paul Solet (2017)
- 211 - Rapina in corso, regia di York Shackleton (2018)
- Final Score, regia di Scott Mann (2018)
- De Serpentis Munere, regia di Roberto Leoni (2020)

## Programmi televisivi
- TVR 2 (TeleViziunea Română 2, TV rumena) (1999)
- TVR 1 (TeleViziunea Română 1, TV rumena) (2000)
- PRO TV[3] (TV rumena) (2001)
- TV PARMA[4] (TV italiana) (2003)